# مسجد الحاج زينل
مسجد الحاج زينل (بالفارسية: مسجد حاج زینل) هو مسجد تاريخي يعود إلى عصر القاجاريون والدولة البهلوية، ويقع في همدان.